# Anton Mirančuk
Anton Andrejevič Mirančuk (rusky: Антон Андреевич Миранчук, IPA: [ɐnˈton ɐnˈdrje(j)ɪvjɪtɕ mjɪrɐnˈtɕuk]; * 17. října 1995) je ruský profesionální fotbalista, který hraje na pozici levého křídla nebo ofenzivního záložníka za Lokomotiv Moskva a ruský národní tým.

## Klubová kariéra

### Mládežnická kariéra
Mirančuk se narodil ve Slavjansku na Kubani a do Spartaku Moskva přestoupil ze své rodné fotbalové školy Olymp Slavjansk na Kubani. Z klubu byl propuštěn kvůli slabým fyzickým schopnostem. Poté se svým dvojčetem Alexejem odešel do Lokomotivu Moskva.

### Lokomotiv Moskva
Dne 30. října 2013 Mirančuk debutoval v seniorském fotbale za Lokomotiv Moskva v zápase Ruského poháru proti Rotoru Volgograd, když v 88. minutě nahradil Victora Obinnu.

### Hostování v Tallinnu
Dne 2. února 2016 byl Mirančuk poslán na hostování do estonského klubu Levadia Tallinn. V novém působišti debutoval 2. dubna 2016 při domácí remíze 1:1 s Nõmme Kalju. 30. června 2016 Mirančuk debutoval v Evropské lize UEFA při remíze 1:1 s faerským týmem HB v prvním kvalifikačním kole. Do konce sezóny 2015/16 vstřelil v Meistriliize 14 gólů.

### Návrat do Lokomotivu
Mirančuk debutoval v Ruské Premier Lize za Lokomotiv Moskva 9. dubna 2017 v zápase proti FK Rostov. Dne 24. října 2018 vstřelil svůj první gól v Lize mistrů UEFA při domácí porážce 1:3 s Portem v sezóně 2018/19. Dne 27. října 2020 vstřelil gól při domácí porážce 1:2 s Bayernem Mnichov v Lize mistrů UEFA 2020/21. Znovu skóroval 3. listopadu proti Atléticu Madrid ve stejné soutěži.

## Reprezentační kariéra
Mirančuk debutoval za ruskou fotbalovou reprezentaci 7. října 2017 v přátelském utkání proti Jižní Koreji.
Dne 11. května 2018 byl zařazen do rozšířeného ruského týmu pro Mistrovství světa ve fotbale 2018. Dne 3. června 2018 byl zařazen do konečného týmu pro šampionát. Na turnaji se neobjevil a Rusko bylo vyřazeno Chorvatskem ve čtvrtfinálovém penaltovém rozstřelu.

## Úspěchy

### Lokomotiv Moskva
- Ruská Premier Liga: 2017–18
- Ruský pohár: 2018–19, 2020–21
- Ruský Superpohár: 2019

## Reprezentační góly
| Pořadí | Datum          | Místo                            | Soupeř     | Skóre | Výsledek | Soutěž                                            |
| ------ | -------------- | -------------------------------- | ---------- | ----- | -------- | ------------------------------------------------- |
| 1.     | 8. června 2019 | Mordovija Arena, Saransk, Rusko  | San Marino | 4–0   | 9–0      | Kvalifikace na Mistrovství Evropy ve fotbale 2020 |
| 2.     | 6. září 2020   | Puskás Aréna, Budapešť, Maďarsko | Maďarsko   | 1–0   | 3–2      | Liga národů UEFA 2020/21                          |
| 3.     | 11. října 2020 | VTB Arena, Moskva, Rusko         | Turecko    | 1–0   | 1–1      | Liga národů UEFA 2020/21                          |

## Osobní život
Je dvojčetem Alexeje Mirančuka, který je také profesionálním fotbalistou a jeho týmovým kolegou v ruském národním týmu.